# Chris Armas
Chris Armas (* 27. srpna 1972) je bývalý americký fotbalový záložník, který se po konci kariéry stal trenérem. Od července 2018 trénuje New York Red Bulls v Major League Soccer.

## Klubová kariéra
Armas vystudoval Adelphi University, v jejímž týmu čtyři roky působil. Po promoci odehrál dvě sezony za Long Island Rough Riders v nižší lize. Po založení Major League Soccer byl vybrán na 7. místě Supplemental Draftu týmem Los Angeles Galaxy. V prvních dvou sezonách se stal členem základní sestavy LA a ve finále ligy 1996 vstřelil v 56. minutě gól, na vítězství to ale nestačilo. Před sezonou 1998 byl vyměněn do Chicaga Fire, kde hned v první sezoně získal MLS Cup. Mezi lety 1998–2001 byl čtyřikrát v řadě jmenován do nejlepší XI soutěže. Pátý výběr v řadě ale kvůli vážnému zranění kolene nepřidal, v sezoně 2003 se do nejlepší XI už dostal a zároveň dostal cenu pro comeback roku. V dubnu 2007 oznámil, že po sezoně ukončí kariéru. Za 12 let nastoupil do 264 utkání MLS a jednou ligu vyhrál.

## Reprezentační kariéra
Armas je portorického původu, v roce 1993 nastoupil v pěti utkáních Caribbean Cupu. Soutěž ale nebyla oficiálně uznána FIFA, takže utkání byla započítána jako přátelská a díky tomu mohl Armas začít reprezentovat reprezentaci USA. Do sestavy USA se dostal po MS 1998. Kvůli zranění kolene vypadl ze sestavy pro MS 2002 a pro MS 2006 byl v širším výběru, do sestavy pro šampionát se ale nedostal.

## Trenérská kariéra
Po konci kariéry působil jednu sezonu jako asistent trenéra Denise Hamletta u Chicaga Fire. V letech 2011 až 2014 působil jako trenér ženského týmu Adelphi University a byl i jako učitel tělesné výchovy na St. Anthony's High School v New Yorku. V lednu 2015 se stal asistentem trenéra Jesseho Marsche u New York Red Bulls a po Marschově propuštění v červenci 2018 se stal hlavním trenérem týmu.